# Rekommendation (Europeiska unionen)
För andra betydelser, se rekommendation.

Europeiska flaggan

En rekommendation är en typ av icke-bindande rättsakt som kan antas av Europeiska unionens institutioner. Rättsakten används för att uppmana till ett bestämt handlande av en annan institution eller unionens medlemsstater.
Till skillnad från bindande rättsakter har rekommendationer främst en politisk betydelse. De kan inte antas som lagstiftningsakter, men kan däremot ligga till grund för antagandet av sådana rättsakter.
Som icke-bindande rättsakt saknar en rekommendation direkt effekt och kan således inte åberopas av enskilda inför en nationell domstol likt en nationell lag. Däremot kan en rekommendation ha viss rättsverkan i form av indirekt effekt, vilket innebär att den kan ligga till grund för tolkning av unionsrätten och nationell lagstiftning.

## Rättslig form och grund
Den rättsliga formen för rekommendationer regleras av artikel 288 i fördraget om Europeiska unionens funktionssätt:
| ” | Rekommendationer och yttranden ska inte vara bindande. | „ |
| – Femte stycket i artikel 288 i fördraget om Europeiska unionens funktionssätt efter Lissabonfördragets ikraftträdande |                                                        |   |

Rekommendationer är således inte bindande. Deras syfte är istället att uppmana till ett bestämt handlande av en annan institution eller unionens medlemsstater. Det finns huvudsakligen två olika typer av rekommendationer: de som används internt mellan unionens institutioner och de som används av en institution för att rekommendera att åtgärder vidtas av medlemsstaterna. Därutöver förekommer även rekommendationer riktade till fysiska eller juridiska personer. I enlighet med principen om tilldelade befogenheter får en rekommendation antas i ett enskilt fall endast om det finns en rättslig grund för detta i unionens fördrag. Om fördragen inte anger vilken typ av rättsakt som ska antas, måste institutionerna vägledas av proportionalitetsprincipen.
Rekommendationer kan utfärdas av unionens institutioner när de vill uppmana till ett visst handlande. Både Europeiska unionens råd och Europeiska kommissionen har långtgående möjligheter att utfärda rekommendationer. Rådet kan utfärda rekommendationer inom alla områden där det kan anta rättsakter och gör det i regel på förslag av kommissionen. Detta innefattar särskilt ekonomisk politik, sysselsättningspolitik, utbildning, yrkesutbildning, ungdomsfrågor och idrott, kultur och folkhälsa. Även kommissionen kan utfärda rekommendationer, till exempel till medlemsstaterna i frågor såsom den fria rörligheten för tjänster, gemensamma transportpolitiken och snedvridning av konkurrensvillkoren på den inre marknaden. Utöver rådet och kommissionen kan även andra institutioner utfärda rekommendationer i vissa fall.

## Utformning
Rekommendationer är utformade enligt vissa gemensamma bestämmelser för rättsakter. En rekommendation består av tre delar: ingressen, artikeldelen och eventuella bilagor. I ingressen anges rättsaktens rättsliga grund och alla förberedande akter som legat till grund för dess antagande. Likt andra rättsakter måste en rekommendation även motiveras genom skäl i ingressen. Artikeldelen utgör den normativa delen av rättsakten och är uppdelad i artiklar eller punkter.

## Ikraftträdande och genomförande
Till skillnad från bindande rättsakter (förordningar, direktiv och beslut) saknar rekommendationer datum för ikraftträdande. I praktiken blir de gällande från den dag då de har antagits och utfärdats. Enligt offentlighetsförordningen ska rekommendationer i största möjliga utsträckning offentliggöras i Europeiska unionens officiella tidning. Lagenligheten av en rekommendation kan inte granskas av EU-domstolen.

## Rättsverkan
Som icke-bindande rättsakt saknar rekommendationer direkt effekt och kan således inte åberopas av enskilda inför en nationell domstol likt en nationell lag. Deras syfte är istället att rekommendera att åtgärder vidtas utan rättsligt förpliktande medel. Trots rekommendationernas svaga rättsverkan kan de ha stor politisk betydelse och i praktiken vara politiskt bindande. Deras innehåll kan bli rättsligt bindande genom genomförandeåtgärder som medlemsstaterna vidtar genom nationell lag eller annan författning. På så sätt liknar de rekommendationer som riktar sig till medlemsstaterna direktiv; den grundläggande skillnaden är att direktiv är rättsligt bindande medan rekommendationer förutsätter att medlemsstaterna frivilligt genomför dem.
Rekommendationer saknar dock inte helt rättsverkan. De kan fortfarande har indirekt effekt och därmed ligga till grund för tolkning av unionsrätten eller nationella lagar och andra författningar som syftar till att genomföra unionsrätten.